# Colegio de Boyacá
La Institución Educativa, conocida como el "Colegio de Boyacá", es un colegio público ubicado en la ciudad de Tunja, Boyacá. Su creación fue ordenada por el Congreso Constituyente en 1821 a instancias del General Francisco de Paula Santander, y es de los primeros colegios públicos en Colombia, por lo cual se le conoce como "el iniciador de la educación pública en Colombia."
Hace parte de los denominados Colegios Santanderinos fundados por Santander, y a través de su historia también se desempeñó en la labor de Universidad impartiendo estudios de Latinidad, Bellas Artes, Matemáticas, Derecho, Filosofía, Medicina, Ingeniería y Agronomía; sin embargo, actualmente solo presta los servicios de educación preescolar, básica primaria y media vocacional.
Tiene 5 sedes en la ciudad de Tunja: Sección Central o Francisco de Paula Santander, Sección Rafael Londoño Barajas, Sección San Agustín, Sección José Ignacio de Márquez y Sección la cabaña o Santos Acosta. Se ha destacado por su alta calidad académica a nivel departamental y nacional, además de su excelencia cultural y deportiva.
Su emisora radial es Colboy Esterero.
Es una de las mejores bandas marciales de Colombia.

## Historia

### Fundación del Colegio de Boyacá
El día 17 de mayo de 1822, el vicepresidente de la República, el general Francisco de Paula Santander, encargado del poder ejecutivo, expidió el Decreto Nacional N° 055 por el cual se creó el Colegio de Boyacá, según lo expresa el artículo 1°:

Artículo 1°: "“se establece en la ciudad de Tunja, capital del Departamento de Boyacá, un colegio donde se eduque la juventud bajo las reglas que prescribirá el gobierno, y con el nombre de "Colegio de Boyacá". Una institución educativa de carácter oficial y pública, con una filosofía republicana para la educación de la juventud. Este Decreto fue firmado por el Vicepresidente Francisco de Paula Santander, “El Hombre de las Leyes”, y por el Secretario del Interior, José Manuel Restrepo."[cita requerida]

El Vicepresidente de la república, el general Santander, nombró como su primer Rector al franciscano Fray José Antonio Cháves (1787-1856), natural de Puente Nacional, quien era el guardián y el predicador oficial del Convento de los Franciscanos de Tunja; y el primer Director de la Escuela Lancasteriana de Tunja' para la educación primaria, la cual funcionaba anexa a dicho convento. Inicialmente había sido nombrado como Rector el presbítero José María Ramírez del Fierro, cura de Pueblo Viejo, mediante el Decreto del 5 de septiembre de 1822; sin embargo, este clérigo no aceptó, por lo cual se nombró como Rector en propiedad, al franciscano Cháves. El nombramiento de Rector lo hizo directamente el Gobierno Nacional, a través del Vicepresidente Santander. Los nombramientos de vicerrector, pasante y capellán, los hizo el gobierno mediante propuesta del Intendente de Boyacá. Los nombramientos de los catedráticos se hicieron directamente a través del Intendente, después de obtener el triunfo en el examen de oposición o “Tremenda”. Fray José Antonio Cháves dirigió el Colegio de Boyacá, inicialmente en los años 1822 y 1823, nombrado por el vicepresidente Santander. Posteriormente dirigió el Colegio en los años 1826 y 1827. El Libertador Simón Bolívar, mediante el Decreto del 5 de enero de 1828 lo nombró catedrático de la Universidad de Boyacá para las cátedras de Fundamentos de la Religión, Lugares teológicos, Estudios apologéticos de la Religión, Sagrada Escritura, e instituciones de teología dogmática y moral.
La selección de los primeros profesores para el Colegio de Boyacá. Para llegar a ser Profesor del Colegio de Boyacá se requería hacer “la oposición” a la cátedra en una llamada “Tremenda”, ante un jurado calificador, integrado por el Rector del Colegio y el Asesor de Intendencia; también asistían miembros del Ayuntamiento de Tunja y algunos vecinos principales. Los días 24 y 25 de septiembre de 1822 hicieron su tremenda los opositores a la cátedra de gramática latina y castellana, los profesores Mariano Larrota y Juan Sáenz de Sampelayo. Los calificadores del acto hicieron elogio de la inteligencia de ambos, pero seleccionaron a Sáenz de Sampelayo, quien fue nombrado catedrático de dicha asignatura. Durante los días 16 y 17 de octubre hicieron las oposiciones para la escuela de Filosofía y Matemáticas. Se presentaron Sáenz y el médico Juan Gualberto Gutiérrez. Sáenz sostuvo esta proposición: “La felicidad del hombre no puede consistir en cosas incompatibles con la naturaleza de su ser”. Por su parte Juan Gualberto Gutiérrez defendió que “la evidencia es el origen necesario de la virtud, así como la ignorancia lo es precisamente del vicio”. En la defensa obtuvo el mayor puntaje el Dr. Gutiérrez, quien fue nombrado Profesor de Filosofía.[cita requerida]

### Los primeros alumnos y comienzos
El día 21 de octubre iniciaron sus primeras clases en el Colegio de Boyacá los primeros 30 alumnos. 12 jóvenes recibieron la clase de Gramática Latina y Castellana, orientados por el profesor Juan Sáenz de Sampelayo. Los otros 18 jóvenes recibieron la clase de Filosofía, orientados por el Juan Gualberto Gutiérrez. Todos los alumnos del Colegio de Boyacá eran internos. Se levantaban a las 6 de la mañana, desayunaban a las 7 a. m.; almorzaban a la 1 de la tarde y comían a las 6 y media de la tarde. El Horario de estudios era el siguiente en los días ordinarios: de 8 a 9 de la mañana, una hora de estudio colectivo para todos bajo la vigilancia del Vicerrector. De 9 a 12 de la mañana, los catedráticos dictaban sus respectivas clases, especialmente las teóricas. Por la tarde, de 3 a 5 p. m., dictaban las clases prácticas. Por la noche, de 7 a 8 y media, los estudiantes y profesores escuchaban conferencias, especialmente los días lunes y jueves, o estudiaban en los cuartos. A las nueve y media de la noche todos debían estar en sus dormitorios, con mucho silencio.[cita requerida]
El primer uniforme de los estudiantes del Colegio de Boyacá. Era una levita de paño larga hasta la mitad de la pierna; media, calzón y pañuelo negro, sombrero redondo negro con escarapela nacional, y sobre los hombros una beca de paño de color grana. En el pecho se colocaba un escudo de armas de la república y alrededor del escudo el nombre del Colegio de Boyacá, después del de la República. Con este uniforme asistían a la misa todos los domingos y días de fiesta. El color rojo grana fue el escogido para el Colegio de Boyacá; el color amarillo fue seleccionado para los otros Colegios santanderinos.[cita requerida]
El modelo pedagógico, la Escuela Lancasteriana, sería aplicada para la formación de los educandos en el Colegio de Boyacá, siendo liderada inicialmente por el Fray José Antonio Cháves, y estaba adscrita al Convento de los Franciscanos. Cuando se creó el Colegio de Boyacá, dicha escuela fue anexada a la institución santanderina. Era una educación con un sistema monitorial, por el cual, el maestro enseñaba a los monitores, y éstos a sus alumnos que se dividían en pequeños grupos. Tenía un severo sistema de castigos y premios, que con el tiempo hizo célebre la frase que se le asignó al método Lancasteriano: “La letra con sangre entra y la labor con dolor”. Se buscaba dar educación a la mayoría de la población con escasos recursos. Solucionar los problemas del analfabetismo masivo y la escasez de maestros. Fueron 60 niños los primeros alumnos de la Escuela Lancasteriana del Colegio de Boyacá. Lo anterior señala que el total de alumnos del primer claustro santanderino fueron inicialmente Noventa, de los cuales 60 niños eran de la escuela lancasteriana y 30 jóvenes de segunda enseñanza en el Bachillerato del Colegio de Boyacá.[cita requerida]
El Santo Patrono del Colegio de Boyacá, el año 1824 fue escogido oficialmente San Francisco de Paula como Santo Patrono del Colegio de Boyacá'. Este religioso italiano (1416-1507), de la Orden de San Francisco, tenía fama de taumaturgo. Su fiesta religiosa es el 2 de abril. Se escogió su nombre porque corresponde también al nombre del fundador del Colegio de Boyacá, el general Francisco de Paula Santander. Desde entonces se hacía la fiesta anual al santo patrono, a expensas del Colegio. El Claustro también ha tenido su devoción a San Pedro Claver por la tradición de que estuvo en el antiguo Convento de los Jesuitas, hoy la sede central. En 1614, en su año de probación, antes de su acción misionera con los negros esclavos en Cartagena de Indias.[cita requerida]

### Su primera sede
Su primer edificio de actividades académicas y administrativas. El gobierno nacional asignó oficialmente el Convento de los Agustinos de Tunja, para el funcionamiento de las actividades académicas y administrativas del Colegio de Boyacá. Así dice el Artículo 2° del Decreto 055 del 17 de mayo de 1822:

Artículo 2°, Decreto 055 del 17 de mayo de 1822: “El convento de los Agustinos Calzados será la Casa de Educación, trasladándose los religiosos que hubiere, al Convento suprimido del Topo”.[cita requerida]

En dicho lugar se ubicó el cercado de Quimuinza, sede del Cacicato de los Zaques; allí llegó por primera vez el descubridor de Tunja, el Licenciado Gonzalo Jiménez de Quesada con su hueste hispánica. Inicialmente la Comunidad de los Dominicos fundó su primer Convento y templo en el año 1551; su primer prior fue Fray Francisco López Camacho acompañado por siete Padres Dominicos, quienes recorrieron los pueblos de la Provincia de Tunja, evangelizando a los indígenas y estableciendo las primeras doctrinas. En el año 1559 los Dominicos se trasladaron a las casas donadas por el conquistador Arias Maldonado, en donde hoy se encuentra dicho Convento, el Templo de Santo Domingo, la Universidad de Santo Tomás y la Policía Nacional.[cita requerida]
La Comunidad de los Agustinos inició la construcción del convento en el año 1578, siendo Prior Fray Luis de Quesada. Para la construcción total se adquirieron los solares contiguos que pertenecían al conquistador Alonso Maldonado'. La obra fue terminada en el año 1659, en un área de 132 metros de ancho por 118 de profundidad. Los Agustinos estuvieron allí hasta 1821 cuando la Ley de Educación ordenó cerrar los conventos con menos de ocho religiosos, entre ellos, el de Tunja, cuyas instalaciones pasaron a propiedad del Colegio de Boyacá en el año 1822.[cita requerida]
La adaptación del Convento para el Colegio de Boyacá. Los arreglos fueron dirigidos por el Intendente, General Pedro Fortoul y por Luis Caicedo. Se adaptaron habitaciones para 100 colegiales; piezas grandes y espaciosas para el Rector, Vicerrector, Profesores y el Capellán. Una sala de 150 varas cuadradas para las funciones literarias privadas; otra para Biblioteca; otra para la secretaría y las salas especiales para la Escuela Lancasteriana. El comedor o refectorio, la capilla interior y los salones de clase para las aulas de gramática y filosofía eran muy espaciosos.[cita requerida]

### El Primer régimen académico
En el Decreto de creación se estableció que el régimen interior del Colegio de Boyacá sería el mismo del Colegio Seminario de San Bartolomé de Bogotá, “hasta tanto que un plan general lo varíe”. Se suprimieron las escuelas públicas de primeras letras que tenían en Tunja los conventos de Santo Domingo, San Francisco y San Agustín. Asimismo, las cátedras de latinidad y otras de carácter público que tuvieran dichos conventos. Se suspendió todo pago que para algunas de ellas hacía la tesorería nacional.[cita requerida]

#### Desarrollo del plan de estudios
Se enseñó la Gramática castellana y latina, durante tres horas en la mañana de 9 a 12 a. m.; y por la tarde una hora de 3 a 4 p. m. El catedrático de Filosofía enseñó el primer año Dialéctica por Condillac y Heinnecio; Aritmética, Álgebra y Geometría por Besout y Bariban; Teología natural, Derechos del Hombre. En el tercer año, Física experimental por Brison, Berout, Wolfio; Matemáticas; Moral por Holvach y Elocuencia por Quintiliano. El catedrático de Derecho Público dio su enseñanza desde las nueve hasta las doce y media p. m.; y en otras horas daba una idea de la Historia del Derecho, Constitución y Leyes de la República. El de Medicina enseñaba tres horas por la mañana, y por la tarde, los alumnos practicaban Anatomía en el anfiteatro. También el catedrático de Medicina distribuyó la enseñanza así: en el primero y segundo año se daba Anatomía y Botánica; en el tercer año la parte clínica y visitas a hospitales.[cita requerida]

#### Los primeros certámenes públicos
Se hicieron el 9 de febrero de 1823. Los estudiantes de gramática tradujeron la vida de Milciades en el libro de Cornelio Neponte. Los alumnos de Filosofía defendieron las primeras páginas de Murray en Inglaterra; las novelas de Federico Arreaga; lo mismo, las proposiciones de Gramática. Los niños de la Escuela Lancasteriana defendieron las materias de lectura, escritura y aritmética. Al finalizar se repartieron premios a los mejores estudiantes.[cita requerida]

#### Los primeros libros de la biblioteca
En un inventario de los libros de la Biblioteca, que se hizo en el año 1837, se conocieron las principales obras que se utilizaban en las clases: Los 22 volúmenes de las obras de Jeremías Bentham; los 182 volúmenes de la Enciclopedia metódica universal ; las obras de Tomás Hobbes y Benjamín Constant; las “Vidas paralelas” de Plutarco; los Viajes de Humboldt y Bonpland; la Geografía universal de Pikerton; las obras de Horacio de Condillac de Cicerón; los Cursos públicos de Juan Bautista Say; el “Derecho de Gentes” de Wattel; “Derecho Canónico” de Cavalorio; “Diccionario francés” de Núñez Taboada; la “Gramática francesa” de Chantreau; el Código civil de España; el Diccionario completo de Medicina; la Historia Universal de Anquetil; “Elementos de Derecho Público” de Olmedo; la “Política sagrada” por Bossuet; la “Filosofía de la elocuencia” por Capmani y otros.[cita requerida]

#### Las rentas del Colegio de Boyacá
Las primeras Rentas fueron las siguientes: Las capellanías fundadas en Tunja por determinadas familias, “en que se ignoren quiénes son los llamados a su goce”; los sobrantes de los propios del cabildo; donaciones o suscripciones voluntarias de los vecinos pudientes e interesados en la educación de sus hijos. De los fondos asignados por los gobernadores y cabildos; de los fondos públicos, cuando lo permitían las necesidades preferentes de la guerra y del crédito nacional. El sobrante de rentas de los conventos suprimidos en la provincia de Tunja, deducidas las cuotas que de ellas se hubieren señalado para las escuelas de primeras letras de algunos lugares. Las cantidades que la tesorería tenía que pagar para las cátedras o escuelas establecidas en los conventos. Y por último, la suma de 80 pesos anuales que debía pagar cada joven por el año escolar que asistía dentro del Colegio. El primer Síndico del Colegio de Boyacá, (que actualmente corresponde a la Vicerrectoría Administrativa), fue nombrado el Padre franciscano Fray Tomás Matallana, quien organizó con eficacia y mucha gestión las finanzas de la institución. Otro Síndico Tesorero notable fue el Dr. Judas Tadeo Landínez, uno de los grandes financistas de la Nueva Granada, quien también fue Ministro de Hacienda, del Interior y de Relaciones Exteriores del Presidente Márquez.[cita requerida]

#### Los bienes del Colegio de Boyacá
Los edificios, los bienes muebles y riquezas de los conventos suprimidos en la Provincia de Tunja, y en especial de los Franciscanos de Monguí, de los Agustinos Calzados de Villa de Leyva, de los Agustinos Descalzos del Desierto de la Candelaria y el Convento del Santo Ecce Homo, fueron destinados al Colegio de Boyacá. Las joyas, los vasos sagrados y otras riquezas de los conventos suprimidos se destinaron para el sostenimiento de la institución.[cita requerida]
Las joyas de la Virgen de Monguí. Los Padres Franciscanos de Monguí, por intermedio del intendente de Boyacá, el Dr. José Ignacio de Márquez, entregaron las joyas de la Virgen de Monguí al Colegio de Boyacá. En estas joyas se encontraba la corona de la Virgen con 335 esmeraldas y 104 perlas finas. Según la tradición desde el siglo XVIII, las joyas de la Virgen representaban 648 esmeraldas “gotas de aceite”, 17 amatistas, 800 perlas, 744 de rostrillo, 18 rubíes, 145 máporas, 2 jacintos; mil castellanos de oro y unos 500 de plata. El Colegio de Boyacá devolvió las joyas al Convento de Monguí, pero lo real fue que desaparecieron, a pesar del concepto del Rector Fray José Antonio Chaves, quien aseguró que habían sido devueltas a dicho Convento. El Nuncio inculpó al Dr. Márquez, pero esta denuncia nunca se pudo comprobar contra el pulcro y honrado Presidente civilista.[cita requerida]

### Su breve etapa como Universidad
En la reorganización de la Instrucción Pública que se hizo en la Gran Colombia, mediante la Ley del 18 de marzo de 1826,[cita requerida] se dispuso el establecimiento de Universidades Centrales en Bogotá, Caracas y Quito; y las universidades seccionales: Universidad de Boyacá, en Tunja, anexa al Colegio de Boyacá; la Universidad del Cauca en Popayán y la Universidad del Magdalena en Cartagena de Indias. [cita requerida]
Mediante el Decreto Nacional del 30 de mayo de 1827, firmado por el vicepresidente Francisco de Paula Santander, se fundó la Universidad de Boyacá, alrededor del Colegio de Boyacá. El Dr. José Ignacio de Márquez fue nombrado primer Rector, pero su dedicación a las actividades políticas y otros motivos personales le impidieron la aceptación en forma definitiva para este honroso cargo, después de haber dado los primeros pasos para la organización universitaria. El Dr. Márquez fue quien solicitó la creación de la Universidad en el Colegio de Boyacá en Tunja. El Rector titular que se nombró fue el doctor Bernardo María de la Mota, con quien se instaló solemnemente la Universidad de Boyacá, el 8 de diciembre de 1827, en el antiguo Convento de San Agustín. El Libertador Simón Bolívar expidió el Decreto del 5 de enero de 1828, mediante el cual se organizó la Universidad de Boyacá, integrada con el Colegio de Boyacá. Se aprobó que el rector y el vicerrector de la Universidad, fueran también del Colegio de Boyacá. El Libertador nombró los primeros catedráticos de la Universidad de Boyacá.[cita requerida]
Las carreras en la Universidad de Boyacá. Las primeras carreras profesionales que se iniciaron en la Universidad de Boyacá fueron: Jurisprudencia, Medicina y Filosofía y Letras. En los años posteriores se crearon las Facultades de Ingeniería, Ciencias Naturales y Artes y Oficios. La última carrera que se creó fue Agronomía, hasta el año 1925, cuando desaparecieron los estudios universitarios en el Colegio de Boyacá.[cita requerida]
La carrera de Jurisprudencia en la Universidad de Boyacá tenía una duración de cinco años. Los cursos de mayor intensidad eran los de Derecho constitucional, Derecho civil patrio, Derecho romano, Derecho canónico y Economía política. El Libertador Simón Bolívar nombró los primeros Profesores; Juan Nepomuceno Riaño, Inocencio Vargas, Bernardo de la Motta' y otros. Los primeros alumnos que fueron titulados en Jurisprudencia en la Universidad de Boyacá fueron Mariano Ospina Rodríguez y Juan Nepomuceno Duque. Es digno recordar que los fundadores de los partidos políticos colombianos están relacionados con el Colegio de Boyacá. El Dr. Mariano Ospina Rodríguez, fundador del Partido Conservador Colombiano, fue el primer alumno que se graduó en Jurisprudencia en la Universidad de Boyacá en el año 1828. El Dr. Ezequiel Rojas, natural de Miraflores y Profesor de Derecho Civil en el Colegio de Boyacá en 1833, fue el fundador del Partido Liberal Colombiano. Autor de las obras “Filosofía Moral”, “Tres lecciones de Filosofía”, “Derecho de propiedad” y otras. Fue senador de la República, Ministro de Hacienda y diplomático.[cita requerida]
Las polémicas entre benthamistas y anti-benthamistas. En la Facultad de Jurisprudencia se presentaron las polémicas entre los partidarios de las doctrinas de Bentham y sus opositores. Los Benthamistas, como el Dr. Ezequiel Rojas, consideraron que estas doctrinas organizan la legislación en forma útil, sencilla y eficaz, con verdadera lógica para la organización de los nuevos Estados nacionales republicanos. Los antibenthamistas, como el Dr. Ricardo de la Parra, consideraron que el Benthamismo al propiciar el bienestar de las mayorías y el sensualismo estaba contra la moral y el orden en la sociedad. En 1828, Bolívar ante las presiones del clero y de los padres de familia suspendió la enseñanza de Bentham en la Universidad de Boyacá y en las demás Universidades de la Gran Colombia. En el año 1828, el Libertador Simón Bolívar ante las presiones del Clero y de los Padres de Familia, suspendió la enseñanza con las obras de Jeremías Bentham en la Universidad de Boyacá y en las demás Universidades de la Gran Colombia. Sin embargo, en el año 1835, nuevamente el presidente Santander estableció la cátedra de Legislación de Bentham en las Universidades de la Nueva Granada.[cita requerida]

### Primera crisis
La primera crisis que tuvo el Colegio de Boyacá se dio en el año 1830, debido a las dificultades económicas en un país en crisis, precisamente en el año de la desintegración de la Gran Colombia. El general Domingo Caicedo, Vicepresidente de la República, encargado del Poder Ejecutivo, expidió el Decreto del 25 de mayo de 1830, por el cual se encargó el Colegio Académico de Boyacá a los Padres Agustinos Calzados. El Presidente de la República General Rafael Urdaneta, mediante el Decreto del 9 de diciembre de 1830, restableció el Convento de los Agustinos Calzados de Tunja. Se anularon las leyes de 1821 y 1826 que ordenaban la supresión de los Conventos menores. Por ello se entregó el Colegio de Boyacá los Padres Agustinos. Esta comunidad religiosa regentó el Colegio de Boyacá en los años 1830 y 1831.[cita requerida]

### Reanudación de las Actividades Académicas
En el año 1832 se reanudaron las actividades académicas del Colegio de Boyacá, con la Rectoría del Fray Rafael Antonio Solano. El pueblo tunjano expresó su júbilo por la restauración del Colegio de Boyacá. Mediante el Decreto del 22 de octubre del año 1832, la Cámara de la Provincia de Tunja, presidida por el Dr. Ezequiel Rojas, ordenó restablecer y reorganizas el Colegio de Boyacá. En marzo de 1833, el Colegio de Boyacá tenía 42 estudiantes en clase de latinidad, retórica y castellano, presidida por el señor José Antonio Umaña; 20 estudiantes en la cátedra de filosofía, dirigida por Fray Nicolás Matallana; 9 en la de medicina, dirigida por el Dr.Juan Gualberto Gutiérrez, y 9 en Derecho, dirigida por Juan Nepomuceno Vargas. Entre los estudiantes de esa época se destacaron: Lucas Caballero, Santos Gutiérrez, David Torres, Antonio Valderrama, Pioquinto Márquez, José María Malo Blanco, Narciso Torres y otros.[cita requerida]
El Rector Judas Tadeo Landínez, fue uno de los sectores de la primera mitad del siglo XIX. Dirigió el Colegio y la Universidad de Boyacá entre los años 1835 y 1838. Fue Profesor de Economía Política de la misma y su Síndico Tesorero. Posteriormente fue 'Ministro del Interior y de Relaciones Exteriores en el gobierno del Presidente José Ignacio de Márquez. En los años de su Rectoría tenía cerca de 200 alumnos; sus bienes eran considerables y las carreras de Derecho, Medicina y Filosofía y Letras eran las que se impartían en la educación superior. Landínez, quien era natural de Samacá, organizó el Colegio de Boyacá en sus estructuras académicas y administrativas y lo trasladó a la actual sede central que era el antiguo claustro de los Jesuitas. Fue un gran financista de la Nueva Granada, que inclusive le prestó recursos financieros al gobierno de Márquez para sus gastos estatales. Sin embargo, fue muy célebre “la quiebra económica de Landínez”, después de la Guerra de los Supremos en los años 1840 y 1841.[cita requerida]

### Traslado a la vigente sede
En el año 1835, el Gobierno nacional decidió trasladar el Colegio de Boyacá y la Universidad de Boyacá a la casa antigua del Convento de los Jesuitas, en donde actualmente es la sede central del Colegio de Boyacá. En este edificio se ubicaba el Hospital de Caridad de Tunja dirigido por los padres Hospitalarios de San Juan de Dios, quienes lo habían ocupado desde el año 1777.[cita requerida]

### Segunda Crisis
La segunda crisis del medio siglo. A partir de la Reforma Educativa de 1842, con las ideas tradicionalistas en defensa del orden y la Iglesia Católica, se fueron cambiando las ideas educativas la educación pública y oficial. Los colegios financiados por la Nación pasaron a la dirección de los departamentos; y únicamente fueron aprobados tres distritos universitarios con tres Universidades oficiales: Bogotá, Cartagena y Popayán. Tunja fue asignada al Distrito universitario de Bogotá. Se aprobaron las carreras de Literatura y filosofía; Ciencias físicas y matemáticas, medicina, jurisprudencia y Ciencias Eclesiásticas. El Colegio de Boyacá logró mantener su estructura académica y financiera con sus propios recursos y los oficiales, pero tuvo que suspender las cátedras de medicina y teología. Continuó con las cátedras de jurisprudencia, ciencias físicas y matemáticas, filosofía y literatura y la escuela de primeras letras. En los años 1848 y 1849 se inició el proceso de privatización de la enseñanza, contra las ideas santanderinas de la educación pública.[cita requerida]

### Supresión de las Universidades y la Libertad de Enseñanza

#### El final como Universidad y restructuración como Colegio
La Ley del 15 de mayo de 1859 suprimió las Universidades oficiales y declaró la libertad de enseñanza en todos los ramos de las ciencias, las letras y las artes. Se dispuso que los grados o títulos académicos no fueran necesarios para ejercer profesiones científicas. Las personas podían tener títulos profesionales, presentando exámenes en los Colegios nacionales, provinciales o particulares. Se eliminaron los derechos de grado. Se estableció que la enseñanza no era privativa solamente de los colegios y universidades sino que, cualquier persona que se considerase capaz de impartirla, tenía derecho a hacerlo. Ello repercutió en la disminución de los alumnos en el Colegio de Boyacá, uniéndose a ello el problema de las Guerras Civiles, en las cuales la institución estuvo cerrada, especialmente en las Guerras de 1840-1842, la Guerra de 1851, la Guerra de 1854 y la de 1860-1862. Numerosos profesores y estudiantes se incorporaron a los bandos políticos para enfrentarse en las guerras.[cita requerida]

##### El Romanticismo en el Colegio de Boyacá
Después de la Revolución de Independencia, el Romanticismo se difundió en el mundo posrevolucionario. Sus ideas fueron afirmar la personalidad nacional y el orgullo patriótico, destacar los actos heroicos de los próceres que derramaron su sangre por la patria, supravalorar la raza americana y la naturaleza y relievar la belleza de sus paisajes. El Rector del Colegio de Boyacá de los años 1858 y 1859, el poeta José Joaquín Ortiz' (1814-1892) se destacó por su romanticismo patriótico y la belleza romántica de su poesía y prosa, destacando su célebre poesía “La Bandera colombiana” y su libro “El Lector colombiano”. Otro poeta romántico del Colegio de Boyacá fue su Rector del año 1880, el poeta Enrique Álvarez Bonilla (1848-1913), autor de las obras “Glorias de la Patria”, “Horas de recogimiento”, “Santa Fe Redimida” y otras.[cita requerida]

##### El Radicalismo en el Colegio de Boyacá
En la segunda mitad del siglo XIX el claustro santanderino estuvo relacionado muy directamente con el movimiento político y cultural del Radicalismo, a través de sus rectores, los presidentes de la República Santos Acosta y Sergio Camargo; y de su exalumno, el presidente de los Estados Unidos de Colombia, el General Santos Gutiérrez. El Radicalismo es la máxima proyección del Liberalismo, con sus ideas de cambio radical de la sociedad tradicional, hacia una sociedad moderna, defensora de las libertades de pensamiento, imprenta, culto religioso, libertad de expresión y libertad de cátedra. Los tres Presidentes se caracterizaron por sus convicciones de cambio radical antropocéntrico en su búsqueda por la modernización de Colombia, contra la tradición teocéntrica con raíces medievales. Asimismo, por su espíritu conciliador en sus gobiernos, característica de todos los gobernantes de Colombia nacidos en Boyacá. La política colombiana en la segunda mitad del siglo XIX estuvo dirigida desde Boyacá por los Presidentes Radicales, entre ellos los relacionados directamente con el Colegio de Boyacá.[cita requerida]
- Consolidación del Colegio de Boyacá y restauración de los estudios universitarios. En la Década de los Setenta del siglo XIX se fortaleció el Colegio y se restauraron sus estudios universitarios. El Presidente boyacense de los Estados Unidos de Colombia, el General Santos Acosta, exalumno y Rector del Colegio de Boyacá creó la Universidad Nacional de Colombia. Nombró como primer Rector a su Profesor en el Colegio de Boyacá, el Dr. Ezequiel Rojas, quien al no aceptar, fue designado el Dr. Manuel Ancízar. Este hecho repercutió en la consolidación de la educación oficial pública y obligatoria. Se fundaron las Escuelas Normales para la formación del magisterio y se fortalecieron los Colegios oficiales. En 1873 se restauraron los estudios universitarios en el Colegio de Boyacá. En 1874 se reinició la Universidad de Boyacá con las Escuelas de Jurisprudencia y Literatura y Filosofía. En ese mismo año se restablecieron seis Escuelas: Medicina, Ingeniería, Ciencias Naturales, Literatura y Filosofía, Jurisprudencia y Artes y Oficios. En 1876 solamente dos funcionarios: Jurisprudencia y Literatura y Filosofía con 90 alumnos matriculados. Sin embargo, en la Guerra del 76-78 los alumnos abandonaron las aulas. Superada la crisis, el Colegio y la Universidad de Boyacá reabrieron sus actividades docentes, aunque la crisis económica y política del país repercutió en la institución. Uno de sus alumnos fue el Dr. Clímaco Calderón Reyes, quien en 1882 fue Presidente Encargado de la República.[cita requerida]

- El Colegio de Boyacá y el problema de las guerras civiles. En las Guerras civiles de Colombia, el Colegio de Boyacá tuvo numerosos problemas educativos, políticos, religiosos y socioeconómicos. En las guerras civiles de la época radical, el Colegio de Boyacá estuvo cerrado durante varios años. En la Guerra civil de 1851, se desorganizó su funcionamiento académico. En la Guerra civil de 1854 contra el General José María Melo, el edificio del Colegio, en la sede central fue ocupado por las tropas combatientes y las labores académicas fueron interrumpidas durante un año. El Rector José Santos Acosta salió de la Rectoría para ponerse al frente de la guerrilla liberal en Lengupá y el Valle de Tenza. El Exrector :José Narciso Gómez Valdés murió combatiendo en la batalla de Zipaquirá. En las batallas se enfrentaban conservadores y liberales, y en ellas se presentaron enfrentamientos entre rectores, profesores y estudiantes del Colegio de Boyacá y de otras instituciones. En la Guerra civil de 1860-1861, el Colegio de Boyacá estuvo cerrado cinco años y se volvió a abrir en el año 1865.[cita requerida]

En la batalla del Jueves Santo de 1861 en Tunja, en la Guerra del Radicalismo contra el Gobierno conservador, murieron 450 tunjanos en la contienda, quienes fueron incinerados en la Fuente Grande. En el edificio central se enfrentaron conservadores y liberales, en uno de los más fuertes combates de la contienda política. El General Santos Gutiérrez, a quien llamaban “el tuso Gutiérrez”, quien dirigió el ejército liberal, había hecho sus estudios secundarios en el Colegio de Boyacá y los universitarios en Derecho en la Universidad Central en Bogotá. En las Guerras civiles de 1895 y en la Guerra de los Mil Días entre los años 1899 y 1902, el Colegio de Boyacá permaneció cerrado. Los profesores, alumnos y padres de familia salieron del Colegio para enfrentarse en la guerra entre liberales y conservadores. El edificio del Colegio fue ocupado militarmente como cuartel. Las tropas hicieron trincheras con los libros de la biblioteca y con los instrumentos de laboratorios traídos desde Europa. La estructura financiera del plantel se derrumbó. Fueron los días aciagos en el acontecer histórico del Colegio de Boyacá. La mayor parte de la Biblioteca antigua del Colegio de Boyacá se perdió en la Guerra de los Mil Días.[cita requerida]

##### El Instituto Agrícola de Boyacá
En la década de los Ochenta del siglo XIX, el Colegio aceptó las tendencias de la época para fortalecer la agricultura en Colombia. Se generalizó la idea del Presidente José Eusebio Otálora para reemplazar las carreras humanísticas tradicionales por los nuevos estudios basados en la industria y la agricultura. La institución se convirtió en el Instituto Agrícola de Boyacá, el cual inició sus actividades en 1880. Se crearon dos Escuelas: Agricultura y la Escuela de Literatura y Filosofía. El objetivo era preparar profesores especializados en ciencias agrícolas. Se adquirieron los gabinetes de física, química y elementos para la agricultura, veterinaria, mineralogía, artes industriales y otros; asimismo, se adquirió una gran biblioteca. Su rector fue el escritor Dr. Enrique Álvarez Bonilla. Entre los alumnos de este Instituto destacamos al joven intelectual Carlos Arturo Torres, que posteriormente tuvo gran trascendencia en las ideas colombianas. Otro Rector de importancia fue el Dr. Diego Mendoza Pérez.[cita requerida]

### El Colegio de Boyacá durante la "Regeneración"
El Movimiento político de La Regeneración que culminó sus luchas con la aprobación de la Constitución Política Colombia de 1886 y la guerra civil de 1885, dio importancia a la centralización política y la descentralización administrativa y al Concordato con la Iglesia Católica, con una política educativa de carácter tradicional y teocéntrica, diferente a la liberal del Radicalismo.[cita requerida]
En el año 1886 se suprimió el Instituto Agrícola y se restableció el Colegio de Boyacá. Se crearon dos secciones: un Liceo para la formación de alumnos menores de 15 años; y un Colegio Mayor semejante a la Facultad de Filosofía y Letras de la Universidad Nacional de Colombia. En el Liceo se dictaron los cursos de Religión, Castellano, Ortografía, Latín, Francés, Inglés, Aritmética analítica, Aritmética comercial, Geografía Universal, Geografía de Colombia, Historia Patria, Historia Sagrada, Contabilidad, Caligrafía, Dibujo, Principios de Agricultura y Lectura ideológica en prosa verso. En el Colegio Mayor se impartieron los cursos de Física experimental, Álgebra, Geometría, Castellano, Retórica y Literatura Castellana, Inglés, Francés, Griego, Latín y Alemán, Literatura antigua para conocer los clásicos griegos y latinos. Cosmografía, Pedagogía, Filosofía y Gimnasia.[cita requerida]

### La Tercera Crisis del Colegio de Boyacá
A finales del siglo XIX. Las guerras civiles de 1885, 1895 y de los Mil Días repercutieron en el desenvolvimiento de la vida académica de la institución. Los estudiantes y profesores abandonaron las aulas para vincularse en los enfrentamientos guerreros con los partidos políticos. El estancamiento y retroceso de la economía nacional y departamental repercutió en el retraso de los sectores agropecuario, comercial, industrial y artesanal. La sociedad estaba enfrentada en lucha armada, lo cual llevó también a la crisis de la educación. Mediante la Ley 23 de 1896 se creó el Colegio Ricaurte, cuyo nombre reemplazó al antiguo Colegio de Boyacá. El objetivo fue consolidar los colegios oficiales con los nombres de los próceres: Colegio Zea en Medellín, Colegio Caldas en Popayán, Colegio Fernández Madrid en Cartagena y Colegio Ricaurte en Tunja'. Se creó la Facultad de Derecho y Ciencias Políticas, con autorización para expedir el grado de abogado. Posteriormente, mediante la Ley 39 de 1903 se retomó el nombre de Colegio de Boyacá, el cual reemplazó al Colegio Ricaurte.[cita requerida]
Los nombres del claustro santanderino. La primera institución educativa de carácter público y oficial que fundó el vicepresidente Santander se llamó Colegio de Boyacá, el 17 de mayo de 1822. Este nombre inicial se cambió en 1825, por el de Colegio Académico Francisco de Paula, hasta el año 1827, cuando se llamó Universidad de Boyacá. Este nombre universitario lo tuvo hasta el año 1832, cuando recibió el nombre de Colegio Académico de Boyacá, hasta 1850, cuando de nuevo recibió el nombre de Universidad de Boyacá. Desde 1865 hasta 1872, recibió el nombre de Colegio de Boyacá. Entre los años 1873 hasta 1878 recibió de nuevo el nombre de Universidad de Boyacá. Entre los años 1879 hasta 1885, recibió el nombre de Instituto Agrícola de Boyacá. Entre los años 1886 hasta 1895, recibió de nuevo el nombre de Colegio de Boyacá. Entre los años 1896 hasta 1898, recibió el nombre de Colegio Ricaurte. En la Guerra de Los Mil Días no funcionó el Colegio. Desde 1903 hasta el presente, con el glorioso nombre de Colegio de Boyacá.[cita requerida]
El Colegio de Boyacá en la primera mitad del siglo XX. Se convirtió, como desde su fundación, en el “Alma mater” de la cultura boyacense. En marzo de 1905, el Gobierno de Boyacá restableció la Facultad de Derecho y Ciencias Políticas en el Colegio de Boyacá. En el año 1906 no se pudo abrir esta Facultad porque apenas se matricularon cinco alumnos. La institución continuó con sus secciones de primaria y secundaria, con los problemas económicos que fueron generales en el país, después de la crisis nacional de las guerras civiles.[cita requerida]

#### La Reestructuración de 1912
Mediante la ordenanza N° 24 de 1912 se hizo una reestructuración académica y administrativa del Colegio de Boyacá. Se conformó una Consiliatura integrada por el Gobernador, el Rector y dos consiliarios con sus respectivos suplentes, nombrados por la Asamblea para un período de cinco años. Dicha Consiliatura debía presentar una terna al Gobernador para la elección del Rector del Colegio. Su duración en el cargo era de dos años, con posibilidad de ser reelegido indefinidamente.[cita requerida]
La creación de las Facultades de Agronomía e Ingeniería en el Colegio de Boyacá. Con motivo de preparar la conmemoración del primer Centenario de la Batalla de Boyacá, se aprobó la Ley 8 de 1913, por la cual se ordenó la creación de una Escuela de Agricultura y Veterinaria en las inmediaciones del Puente de Boyacá. Esta Escuela se organizó efectivamente en el Colegio de Boyacá con el nombre de Facultad de Agronomía. Su primer director fue el Ingeniero Agrónomo Guillermo J. Mejía. Esta Facultad se extinguió en el año 1925, por falta de recursos financieros para su sostenimiento. También se creó en la institución en 1913 la Facultad de Ingeniería, la cual tuvo una duración hasta el año 1920, cuando se extinguió por falta de recursos para su mantenimiento. Estas dos Facultades fueron las últimas que se crearon, gracias al interés del Gobernador de Boyacá, el Dr. Domingo Antonio Combariza, quien en esos años también ocupó la Rectoría del Colegio de Boyacá.[cita requerida]

### La aparición de las Secciones en el Colegio de Boyacá
La Sección Central funciona en el edificio del antiguo Convento de los Jesuitas desde el año 1835. Allí se estableció también la Universidad de Boyacá hasta la década de los Veinte en el siglo XX. Alberga estudiantes de los grados 10° y 11° de Educación Media. Esta Sección la dirige la Coordinadora, Especialista Yazmin Andrea Garcia Rodriguez 
La Sección Integrada funciona en la casa donde inició sus actividades pastorales la diócesis de Tunja. Fue creada como Sección Femenina del Colegio de Boyacá, mediante la Resolución N° 10 del 22 de marzo de 1944, en la Rectoría del Dr. Jorge Cárdenas García. Desde 1988 en la Administración del Rector Hildebrando Suescún Dávila se organizó la Sección Integrada con educación mixta o coeducación. Forman parte de ella estudiantes de los grupos de los grados octavo y noveno de Educación Básica. Esta Sección está dirigida por el Coordinador, Especialista Heduar Octavio Merchán Ruíz.[cita requerida]
La Sección del Convenio Colegio de Boyacá-Instituto de Cultura de Boyacá inició sus labores en el año 1989 en la Rectoría del Licenciado Hildebrando Suescún Dávila y el director del ICBA, Don Gustavo Mateus Cortés, con el fin de dar formación artístico- musical e integral a los estudiantes.
La Sección “Rafael Londoño Barajas” se inició en el año 1978 cuando se terminaron de construir las instalaciones, con el apoyo del Ministerio de Educación Nacional y el ICCE., en la Administración del Rector Hildebrando Suescún Dávila. Su nombre se asignó como un homenaje al educador Rafael Londoño Barajas, quien fue Vicerrector y Rector del claustro santanderino, con gran ejemplo educativo y responsabilidad. En ella se encuentran estudiantes de los grados sexto y séptimo de Educación Básica. Esta Sección la dirigen la Coordinadoras, Especialista Alba Patricia Sainea Vargas
La Sección Primaria “San Agustín”. Se ubica en el lugar en donde inició sus labores el Colegio de Boyacá en el año 1822. Bajo la Rectoría del educador Luis Felipe Salinas, se hizo la construcción de siete aulas y amplios espacios para la recreación y el deporte, en el espacio aledaño al Claustro de San Agustín. Esta construcción se culminó en el año 1969. De allá forman parte estudiantes de los grados de segundo a quinto de Educación Básica.  Está dirigida por la Coordinadora, Magíster Martha Rosaura Reyes Rojas
La Sección Preescolar Santos Acosta, “La Cabaña”. Inició sus actividades escolares en agosto de 1982 . Allí funcionan los grados transición y primero, distribuidos en diez grupos dirigidos por la Coordinadora,docente Luisa Leonor Barrera Sanchez
La Sección Nocturna del Colegio de Boyacá. Fue creada como jornada adicional en el año 1975 en la administración rectoral del Lic. Hildebrando Suescún Dávila. Hasta el año 1978 se fueron aprobando y autorizando los cursos de Bachillerato. En el año 1978 hizo la graduación de la primera promoción de Bachilleres. En la actualidad no está en funcionamiento.

## Rectores del Colegio de Boyacá

### Primera Mitad delSigloXIX
- Fray José Antonio Cháves (1822-1823)
- Pbro. Miguel Jerónimo Montañés (1825)
- Fray Antonio Cháves (1826-1827)
- Dr. José Ignacio de Márquez (1827)
- Pbro. Bernardo María Motta (1828-1829)
- Pbro. Juan Nepomuceno Riaño (1829)
- Padres Agustinos Calzados (1830-1831)
- Pbro. Rafael Antonio Solano (1832)
- Pbro. Juan Nepomuceno Riaño (1833 a 1835)
- Don José Antonio Umaña (1834)
- Dr. Judas Tadeo Landínez (1835 a 1838)
- Dr. Pedro Cortés Holguín (1838 a 1841)
- Pbro. Francisco María Zabala (1841-1843)
- Don Rafael Calderón Valdés (1843 y 1847)
- Don Juan Nepomuceno Rojas (1844 y 1853)
- Dr. Pedro Cortés Holguín (1845 a 1847)
- Don José Narciso Gómez Valdés (1848)
- Don Miguel Estanislao La Rotta (1848-1849)
- Don Fruto Vêlez (1849)
- Don Ignacio Franco Pinzón (1850)
- Don Camilo Rivadeneira (1850)
- Galo Numpaque Acosta (2024)

### Segunda Mitad delSigloXIX
- Don Francisco de Paula Cuéllar (1851-1852)
- General Santos Acosta (1853)
- Dr. Mateo Rodríguez Roche (1854-1855)
- Don Carlos González Serrano (1855)
- Canónigo Antonio María Amézquita (1856 a 1857)
- Don José Joaquín Ortiz (1858-1859)
- Don Juan Francisco Ortiz (1858-1859)
- Canónigo Antonio María Amézquita (1869)
- Don Pedro Julio Dousdebés (1860)
- Don José Avelino Rodríguez (1865)
- General Sergio Camargo (1866)
- Dr. Juan de Dios Tavera Barriga (1867-1868)
- Dr. José del Carmen Rodríguez (1869-1870)
- Dr. Jesús Casas Rojas (1870-1871)
- Dr. José Joaquín Valdés (1873 a 1877)
- Don José Asunción Vargas (1878)
- Don Ricardo Monroy (1879)
- Don Basilio Vicente Angueira (1879)
- Don Antonio María Vargas (1879)
- Don Enrique Álvarez Bonilla (1880)
- Don Rafael Pinto Valderrama (1882)
- Don Teófilo Forero (1882 y 1884)
- Dr. Diego Mendoza Pérez (1882 a 1884)
- Dr. y General Antonio Valderrama (1886)
- Don Ramón Sierra (1886)
- Canónigo Aquilino Niño (1887 y 1888)
- Don Francisco Mendoza Pérez (1889)
- Dr. Luis Antonio Mesa (1889 a 1890)
- Dr. Ignacio R. Piñeros (1891-1892)
- Don Máximo Bernal (1892 a 1893)
- Dr. Ignacio R. Piñeros (1894-1895)
- Dr. Honorio Ángel (1896 a 1899).

### Primera Mitad delSigloXX
- Don Máximo Bernal (1904)
- Don Oscar Rubio (1904)
- Don Ramón Castellanos (1905-1907)
- General Jesús García R. (1908)
- Dr. Luis Antonio Mesa (1909-1910)
- Dr. Domingo Antonio Combariza Mariño (1910)
- Dr. Nebardo Rojas (1911)
- Dr. Domingo Antonio Combariza (1912-1916)
- Canónigo Nicolás T. Pedraza (1913)
- Don Daniel A. Granados (1914 a 1916)
- Canónigo Rafael Amaya Daza (1916)
- Canónigo Hipólito Leopoldo Agudelo (1917-1918)
- Canónigo Cayo Leonidas Peñuela (1919-1921)
- Fray Gregorio R. Célis (1922)
- Dr. José Antonio Vargas Torres (1923-1924)
- Don Daniel Granados (1925)
- Dr. Martín Restrepo Mejía (1925-1926)
- Canónigo Adán Puerto (1927-1928)
- Dr. Aquilino Rodríguez (1929 a 1932)
- Canónigo Olegario Albarracín (1933-1934)
- Dr. Carlos M. Pérez (1935)
- Dr. Carlos Rivadeneira (1936)
- Dr. Gustavo Hernández Rodríguez (1936)
- Dr. Tomás Villamil (1937)
- Dr. Juan Clímaco Hernández (1938 a 1940)
- Dr. Jorge Quiñones Neira (1941-1942)
- Dr. Jorge Cárdenas García (1943 a 1946)
- Dr. Pío berto Ferro Peña (1947 a 1949)

### Segunda Mitad y Actualidad
- Dr. Pedro Ignacio Sánchez (1950)
- Dr. Ulises Rojas Soler (1951 a 1953)
- Dr. Ricardo Rosillo Jácome (1954-1955)
- Dr. Max Gómez Vergara (1956)
- Dr. Juan N. Segura (1956-1957)
- Dr. Lisandro Medrano (1958-1959)
- Dr. Ulises Rojas (1960-1961)
- Dr. Luis Felipe Salinas (1961 a 1968)
- Dr. José Antonio Martínez (1969-1970)
- Don Jorge Reyes (1971-1972)
- Dr. Álvaro Gaitán Suárez (1973)
- Dr. Eduardo Barajas Coronado (1974)
- Lic. José Eustasio Martínez (1975)
- Lic. Rafael Londoño Barajas (1976)
- Lic. Hildebrando Suescún Dávila (1975 a 2001)
- Dra. Nelly Sol Gómez de Ocampo (25 de diciembre del año 2001-2012)
- Lic. Libia Stella Vargas de Monroy (2012- mayo de 2018)
- Dr. José Miguel Garay Barrera (mayo 2018- julio de 2021)
- Pbro. Víctor Manuel Leguizamo Díaz (julio de 2021-2023)
- Javier Emigdio Parra Arias (2023-agosto 2024)[26]
- Dr. Galo Christian Numpaque Acosta (Agosto 2024)

## Egresados notables

### Políticos
- Miguel Jiménez López-Ministro de Gobierno[cita requerida]
- Silvino Rodríguez-Gobernador de Boyacá y Ministro de Educación[cita requerida]
- Armando Solano-Ministro de Relaciones Exteriores[cita requerida]
- Guillermo Salamanca Camacho-Ministro de Economía Nacional y Agricultura y Ganadería[cita requerida]
- Plinio Mendoza Neira-Ministro de Guerra[cita requerida]
- Rafael Azula Barrera-Ministro de Educación y de Comercio e Industria[cita requerida]
- José María Villarreal Sandoval-Gobernador de Boyacá y Ministro de Comercio e Industria[cita requerida]
- Alfredo Rivera Valderrama-Gobernador de Boyacá y Ministro de Fomento[cita requerida]
- Gonzalo Vargas Rubiano-Ministro de Educación Nacional[cita requerida]
- Gustavo Romero Hernández-Ministro de Salud y Gobernador de Boyacá[cita requerida]
- Jaime Castro Castro-Exalcalde de Bogotá, Exsenador de la República, Ministro de Justicia y Gobierno[cita requerida]
- Luis Fernando Ramírez-Ministro de Trabajo y de la Defensa Nacional[cita requerida]
- Gina Magnolia Riaño Barón-Ministra de Trabajo y Seguridad Social[cita requerida]
- Diego Molano Vega-Ministro de Tecnologías de la Información y las Comunicaciones[cita requerida]
- William Zambrano Cetina-Consejero de Estado[cita requerida]
- Fernando Flórez-Exalcalde de Tunja[cita requerida]
- Eduardo Camargo Gámez-Jefe de Prensa de la Presidencia de la República[cita requerida]
- Ignacio Mariño Ariza- Contralor General de la República entre 1931 a 1943.[cita requerida]

### Los Presidentes de la República y el Colegio de Boyacá
- José Ignacio de Márquez-Rector[cita requerida]
- Sergio Camargo-Rector[cita requerida]
- Santos Acosta-Rector[cita requerida]
- Mariano Ospina Rodríguez[cita requerida]
- José Santos Gutiérrez[cita requerida]
- Clímaco Calderón Reyes[cita requerida]
- Rafael Reyes-Alumno[cita requerida]
- Gustavo Rojas Pinilla-Alumno[cita requerida]

### Sacerdotes
- Monseñor Severo García-Obispo de la diócesis de Tunja en 1881[cita requerida]
- Monseñor Bernardino Medina Moreno-Obispo de Cartagena en 1856[cita requerida]
- Monseñor Indalecio Barreto-Obispo Auxiliar de la arquidiócesis de Bogotá en 1873[cita requerida]
- Monseñor Carlos Bermúdez Pinzón-Obispo de la diócesis de Popayán en 1868[cita requerida]

### Escritores y Pensadores
- Carlos Arturo Torres-Filósofo, Sociólogo, Orador [cita requerida]
- José Vicente Combarizace-Parlamentario, Ensayista y Periodista[cita requerida]
- Julio Roberto Galindo-Poeta y Abogado[cita requerida]
- Ramón C. Correa-Historiador[cita requerida]
- Gabriel Camargo Pérez-Historiador[cita requerida]
- Dr. Juan Clímaco Hernández-Escritor[cita requerida]
- Gabriel Faustino Agüero La-Rotta- Catedrático, Coronel de Infantería, recibe La Cruz de Boyacá[cita requerida]
- Juan Manuel Ruiz Machado-Periodista Escritor [cita requerida]

## Los Colegios Santanderinos: La hermandad interinstitucional
Con la nueva filosofía republicana se crearon los llamados Colegios Santanderinos, como instituciones de carácter oficial, republicana, con grandes facilidades para el estudio de las mayorías, y en especial de las gentes pobres, que antes no tenían acceso a los estudios de educación media y universitaria. Se crearon los siguientes Colegios santanderinos:
- Colegio de Boyacá, en Tunja, fundado el 17 de mayo del año 1822.
- Colegio de Antioquia, en Medellín, fundado el 9 de octubre del año 1823.
- Colegio de San Simón, en Ibagué, fundado el 21 de diciembre del año 1822.
- Colegio de Santa Librada, en Cali, fundado el 29 de enero de 1823.
- Casa de Educación de Pamplona. Creada el 5 de marzo de 1823.
- Casa de Educación de Valencia. Fundada en Valencia (Venezuela), el 15 de abril de 1823.
- Casa de Educación de Trujillo. Fundada en Trujillo (Ven.) el 3 de junio de 1823.
- Casa de Educación de Tocuyo. Creada el 10 de septiembre de 1823.
- Colegio del Istmo de Panamá. Creado en Panamá el 6 de octubre de 1823.
- Colegio de Ocaña. Creado en Ocaña el 17 de mayo de 1824.
- Colegio de Santa Marta. Creado el 24 de mayo de 1824.
- Colegio de San José de Guanentá. Creado en San Gil, el 22 de mayo de 1824.
- Casa de Educación de Vélez. Fundada el 7 de julio de 1824. (Colegio Universitario de Vélez).
- Colegio de Guayana. Fundado en Santo Tomás de Angostura, el 27 de octubre de 1824.
- Colegio de Cumaná. Fundado en la ciudad de Cumaná, el 27 de octubre de 1824.
- Colegio de Cartagena de Colombia. Creado en Cartagena el 8 de noviembre de 1824.
- Casa de Educación de Guanare. Fundada el 16 de mayo de 1825.
- Colegio del Socorro. Fundado en la Villa del Socorro el 15 de enero de 1826.
- Casa de Estudios de Jesús, María y José. Aprobado por Santander en Chiquinquirá, el 24 de febrero de 1827.
- Colegio de Pasto. Creado en la ciudad de Pasto, el 2 de junio de 1827.
- Colegio de Imbabura. Fundado por Bolívar en Ibarra (Ecuador), el 16 de febrero de 1828.
- Colegio de Mompós. Fundado por Bolívar el 11 de enero de 1830, sobre el antiguo colegio colonial.
- Colegio de la Merced de Bogotá. Fundado por el presidente Márquez el 30 de mayo de 1832, para la educación de las mujeres.
- Colegio de Santa Librada de Neiva. Creado por el presidente Márquez, el 23 de mayo de 1837.
- Colegio Académico de Cartago. Fundado por el presidente Márquez, el 5 de septiembre de 1839.